# Хони, Шива
Шива Хони (англ. Shiva Honey) — американская сатанистка, художник, музыкант, писательница и актриса.

## Биография
Шива Хони была одной из основателей Сатанинского храма в Детройте и Национального совета (ныне Международного совета) Сатанинского храма. Она сыграла важную роль в организации крупных мероприятий и ритуалов для Храма, включая открытие Статуи Бафомета и демонстрацию Змееподобности.
Будучи музыкантом, Хони участвовала в проектах по созданию «саундтрека к священному сатанинскому опыту». Затем она основала свою музыкальную группу Serpentīnae, которая позже стала известна своими мрачными и оккультными песнями. Хони также сотрудничала с экспериментальной индастриал-группой Satanic Planet, где участвовала в исполнении вокальных партий в треках «Unbaptism» и «Exorcism», опубликованных в дебютном альбоме группы, а позже выступила с группой в Indiana Statehouse.
В 2021 году Сатанинский храм вручил Шиве премию Анатоля Франса за написанную и опубликованную ей книгу о сатанизме под нащванием «Дьявольский том: книга о современных сатанинских ритуалах».

## Фильмография

### Фильмы
- 2019 — Hail Satan?[англ.] — Шива Хони

### Сериалы
- 2014 — 2022 — This is Life with Lisa Ling — Шива Хони